# گارگین خاژاک

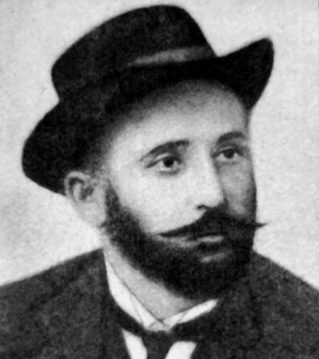

گارگین خاژاک (ارمنی: Գարեգին Խաժակ؛ ۶ اکتبر ۱۸۶۷ – ۱۹۱۵) یک روزنامه‌نگار، و نویسنده اهل ارمنستان بود. وی عضو فدراسیون انقلابی ارمنی بود. در جریان نسل‌کشی ارمنی‌ها توسط حکومت ترکان جوان عثمانی کشته شد.

## زندگی‌نامه
در سال ۱۸۸۳ پس از تمام کردن تحصیلات ابتدایی در مدرسه محلی، وی تحصیلات عالی خویش را در مدرسه مذهبی گئورگیان ادامه داد. در سال ۱۸۸۶ پس از فارغ‌التحصیلی خاژاک به معلمی پرداخت و برای مدت هفت سال در مدارس وابسته به کلیسا در باکو، آکولیس و گنجه به تدریس پرداخت. در زمان اقامت در باکو خاژاک به حزب فدراسیون انقلابی ارمنی پیوست. برای پیشبرد تحصیلات خویش، خاژاک به ژنو رفت جایی که وی در دانشگاه ژنو حضور یافت و در رشته علوم اجتماعی تحصیل نمود. زمانی که وی در ژنو به سر می‌برد شروع به همکاری با نشریه
دروشاک (پرچم)، ارگان رسمی فدراسیون انقلابی ارمنی کرد.
در سال ۱۸۹۸ بمحض پس از فارغ‌التحصیل شدن، خاژاک توسط هیئت تحریریه دروشاک به بالکان و سپس به اسکندریه فرستاده شد. پس از اقامت یک ساله در اسکندریه وی برای شش ماه به ازمیر رفت و سرانجام به کنستانتینوپل رفت جایی که وی برای دو سال آنجا ماند.
گارگین خاژاک به مدت هشت ماه به واسطه فعالیت انقلابی زندانی شد. وی سپس به قفقاز تبعید شد جایی که وی به شغل معلمی پرداخت. برای مدت دو سال مدیر مدرسه ارمنی در شوشی شد. در سال ۱۹۰۳ پس از ازدواج خاژاک در تفلیس ساکن شد و. در سال ۱۹۰۶ وی یکی از سردبیران مؤسس روزنامه هاراچ شد.
در سال ۱۹۰۹ وی دستگیر شد و زندانی شد جایی که پس از رها شدن خاژاک بار دیگر دستگیر و به مدت نه ماه زندانی شد
در سال ۱۹۱۲ پس از رهایی از زندان خاژاک به کنستانتینوپل بازگشت جایی که وی با روزنامه محلی «آزادامارد» همکاری نمود زمانی که وی مدیر یک مدیر ارمنی در ناحیه ساماتیا نیز بود.

## مرگ
گارگین خاژاک یکی از رهبران تبعیدشده ارمنی در جریان نسل‌کشی ارمنی‌ها بود. در شب ۲۴ آوریل ۱۹۱۵ خاژاک دستگیر شد و در کنستانتینوپل زندانی شد سپس به وسیله قطار به آیاش، یک روستای واقع در فرستاده شد. در تاریخ ۲ ژوئن خاژاک به همراه روپن زارتاریان، سارگیس میناسیان، خاچاتور مالومیان، هاروتیون جانگولیان و نازارت داغاواریان به دیاربکر منتقل می‌شود. با این حال خاژاک به همراه دیگر زندانیان در راه در مکانی بین شانلی‌اورفه و سیورک کشته می‌شود.